# Guglielmo Pagnozzi
Guglielmo Pagnozzi (Torino, 30 marzo 1970) è un sassofonista e clarinettista italiano.

## Collaborazioni in album in studio
- Pagnozzi - Puglisi duo - “la negresse oblige” - 1992 - stile libero
- Sylvie Courvoisier - “sauvagerie courtoise” - 1994 -unit records
- T.A.O. - “amaremandorle” - 1994 - yjp music
- Sangue Misto - "SXM" - 1994 - Century vox
- Specchio Ensemble - “suite n.1 per quintetto doppio” - 1995 - caicai
- Jorge feat. Freak Antoni - “l’inferno dei polli” - 1996 -splas(h)
- Mamud Band - “la vendetta di grog” - 1996 - cmc
- Dire Gelt - “klezmer music yiddisch songs” 1996 - harmony music
- I Viulan - “e scamadul” - 1996 - emi
- Impasse - “su jaques prévert” - 1997 - splas(h)
- Mamud Band feat. Lester Bowie - “amore pirata” 1998 - il manifesto
- Hot Azoi - “hot azoi” - 2000 - autoprodotto
- Giorgio Conte - “l’ambasciatore dei sogni” - 2000 - adeuclave
- Jamal Ouassini Ensemble - “al kafila” - 2001 - pmr records
- Impasse - “aurora” - 2001 - bassesferec
- Cantodiscanto - “medinsud” - 2001 - harmony music
- Gli impossibili - “turiddu fetu” - 2002 - sacrosantopiacererecords - fuori commercio
- SPECCHIO ENSEMBLE - "Porcyville" - 2003 - I dischi di Angelica
- Giorgio Conte - “il contestorie” - 2003 - storie di note
- Cantodiscanto - “malmediterraneo” - 2003 -  harmony music
- Guglielmo Pagnozzi – Guido Sodo - “gente in viaggio” - 2004 - gallo et calzati - fuori commercio
- Roy Paci e Aretuska - "Parola d'onore" - 2005 - etnagigante
- Giorgio Conte - "live at trullo sovrano" - 2005 - storie di note
- Antonio Albanese – “Personaggi” - DVD - 2006 - einaudi
- Roy Paci e Aretuska - "Suonoglobal" - 2007 - etnagigante
- Guglielmo Pagnozzi Jazz Gang - "Jazz Gang" - 2007 - black onions
- Frankie Hi-Nrg - "DePrimoMaggio" - 2008 - Sony BMG
- Mop Mop – Kiss of Kali – 2008 - Infracom
- Voodoo Sound Club - "Live at Maurizio's Jazz Food" - 2009 - blue mauri
- Guglielmo Pagnozzi Jazz Gang - "JazzRoots" - 2009 - black onions
- Mop Mop – "Ritual of the savage" – 2010 - Infracom
- MAMUD BAND - “Opposite People" - 2010 - FELMAY
- Voodoo Sound Club - “Mamy Wata” - 2012 - Brutture Moderne
- Corleone - “Blakkaenze” - 2013 -  Etnagigante
- Pierpaolo Capovilla - “Obtorto Collo” - 2014 - Universal